# Microsorum steerei
Microsorum steerei là một loài thực vật có mạch trong họ Polypodiaceae. Loài này được (Harr.) Ching miêu tả khoa học đầu tiên năm 1933.